# Rocking All Over the Years
Rocking All Over the Years è una antologia di successi pubblicata dalla rock band inglese Status Quo nel 1990.

## Il disco
L'album celebra il 25º anniversario dal primo incontro tra i due chitarristi Rossi e Parfitt e racchiude i 22 singoli che la band è riuscita a piazzare nelle Top 10 inglesi a partire dal 1968.
Preceduto dal nuovo singolo Anniversary Waltz inciso appositamente per l'occasione, il prodotto va al n. 2 UK, rimane per sei mesi nelle classifiche inglesi e viene premiato col triplo disco di platino.
Le vendite totali nel mondo ammontano a circa otto milioni di copie (di cui 1 100 000 copie solo nel Regno Unito).
Singoli: Anniversary Waltz (n. 2 UK).

## Tracce
1. Pictures of Matchstick Men - 3:07 - (Rossi)
2. Ice in the Sun - 2:00 - (Wilde/Scott)
3. Paper Plane - 2:51 - (Rossi/Young)
4. Caroline - 3:40 - (Rossi/Young)
5. Break the Rules - 3:37 - (Rossi/Parfitt/Young/Lancaster/Coghlan)
6. Down Down - 3:45 - (Rossi/Young)
7. Roll Over Lay Down - 4:41 - (Rossi/Parfitt/Young/Lancaster/Coghlan)
8. Rain - 4:24 - (Parfitt)
9. Wild Side of Life - 3:13 - (Warren/Carter)
10. Rockin' All Over the World - 4:41 - (Fogerty)
11. Whatever You Want - 3:48 - (Parfitt/Bown)
12. What You're Proposing' - 3:50 - (Rossi/Frost)
13. Something 'Bout You Baby I Like - 2:38 - (Supa)
14. Rock'n'Roll - 3:48 - (Rossi/Frost)
15. Dear John - 3:11 - (Gustafson/Macauley)
16. Ol' Rag Blues - 2:47 - (Lancaster/Lamb)
17. Marguerita Time - 3:19 - (Rossi/Frost)
18. The Wanderer - 3:19 - (Maresca)
19. Rollin' Home - 3:58 - (David)
20. In the Army Now - 3:38 - (Bolland/Bolland)
21. Burning Bridges - 3:51 - (Rossi/Bown)
22. The Anniversary Waltz Part One - 5:00 - (Lee/Kind/Mack/Mendelsohn/Berry/Maresca/Bartholomew/King/Collins/Penniman/Hammer)

## Formazione
- Francis Rossi (chitarra solista, voce)
- Rick Parfitt (chitarra ritmica, voce)
- Alan Lancaster (basso, voce)
- John 'Rhino' Edwards (basso)
- John Coghlan (percussioni)
- Pete Kircher (percussioni)
- Jeff Rich (percussioni)
- Roy Lynes (tastiere)
- Andy Bown (tastiere)

## Altri musicisti
- Andy Bown (tastiere)
- Bernie Frost (cori)
- Bob Young (armonica a bocca)

## British album chart
| Posizione | 2 | 2 | 3 | 4 | 7 | 8 | 6 | 6 | 9 | 12 | 7 | 12 | 12 | 17 | 21 | 32 | 39 | 53 | 31 | 32 | 37 | 45 | 55 | 48 | 55 | 59 | uscito |